# 総合観光学会
総合観光学会（そうごうかんこうがっかい）は、総合観光学の確立と観光地域の発展を目的として2001年に創立された学会。現在の会長は大江靖雄（東京農業大学教授）。

## 事業
- 学術研究大会の開催、学会誌の刊行など[1]

## 学会誌
- 『総合観光研究』